# Polysyncraton catillum
Polysyncraton catillum är en sjöpungsart som beskrevs av Kott 2004. Polysyncraton catillum ingår i släktet Polysyncraton och familjen Didemnidae. Inga underarter finns listade i Catalogue of Life.